# سالم عبد الله سلطان الجابر
سالم عبد الله سلطان الجابر سياسي ودبلوماسي قطري ولد عام 1955م، إلتحق للعمل بوزارة الخارجية في السلك الدبلوماسي بعد ان انهى دراساته العليا عام 1978م، تدرج في المناصب حتى حصل على درجة سفير وعمل كسفير لدولة قطر في عدد من الدول في أوروبا وافريقيا، ويشغل حاليا منصب مدير إدارة الشؤون الأوروبية في وزارة الخارجية.

## المؤهلات العلمية
- الدراسة من الابتدائية إلى الثانوية في دولة قطر.
- حصل على شهادة البكالوريوس في التجارة من جامعة القاهرة عام 1977م.
- دورة الدبلوماسية في المعهد الدبلوماسي البريطاني عام 1978م.[1]

## الخبرات المهنية
- وزارة الخارجية إدارة المراسم عام 1982م.
- سكرتير أول في سفارة دولة قطر لدى النمسا عام 1990م.
- وزارة الخارجية – إدراة الشؤون القنصلية عام 1991م.
- رئيس اللجنة الثالثة لحقوق الإنسان، عضو الوفد القطري في الامم المتحدة –نيويورك عام 1992م.
- مستشار في سفارة قطر لدى روسيا عام 1995م.
- رئيس بعثة دولة قطر في البرازيل (أول سفارة قطرية في دول أمريكا الجنوبية)عام 1999م.
- مدير مكتب وكيل وزارة الخارجية عام 2000م.
- رئيس بعثة دولة قطر لدى اندونيسيا عام 2001م.
- سفير دولة قطر لدى إرتيريا عام 2005م.
- سقير دولة قطر لدى رومانيا وسفير غير مقيم لدى كل من جمهورية بلغاريا، جمهورية صربيا، جمهورية مولدوفا عام 2011م.
- سفير دولة قطر لدى جمهورية جنوب افريقيا عام 2012م.
- سفير غير مقيم لدى كل من موزمبيق، ناميبيا، انغولا، بتسوانا عام 2013م.
- سفير غير مقيم لدى زيمبابوي، ليسوثوا عام 2014م.
- مدير لإدارة الشؤون الأوروبية بوزارة الخارجية عام 2017م.[2]